# Alstom Metrópolis
Alstom Metrópolis es una serie de unidades eléctricas múltiples diseñadas y producidas por Alstom.
Están en servicio en 22 grandes ciudades de todo el mundo, que utilizan más de 3000 coches. Estas ciudades incluyen a Singapur, Shanghái, Budapest, Varsovia, Nankín, Buenos Aires, São Paulo, Lima, Panamá, Santiago de Chile, Caracas, Los Teques, Estambul, Santo Domingo, Chennai, Cochín, Ámsterdam y Guadalajara. La primera de ellas entró en operación de junio de 2013. Los trenes se pueden ejecutar en configuraciones de 2 a 10 vehículos operando con o sin tripulación.
Algunos trenes del Metro de Nueva York utilizan la tecnología de la familia Metrópolis, tales como los motores de tracción en el R142 y R160A / B, pero no están clasificados como trenes Metrópolis.

## Características de diseño

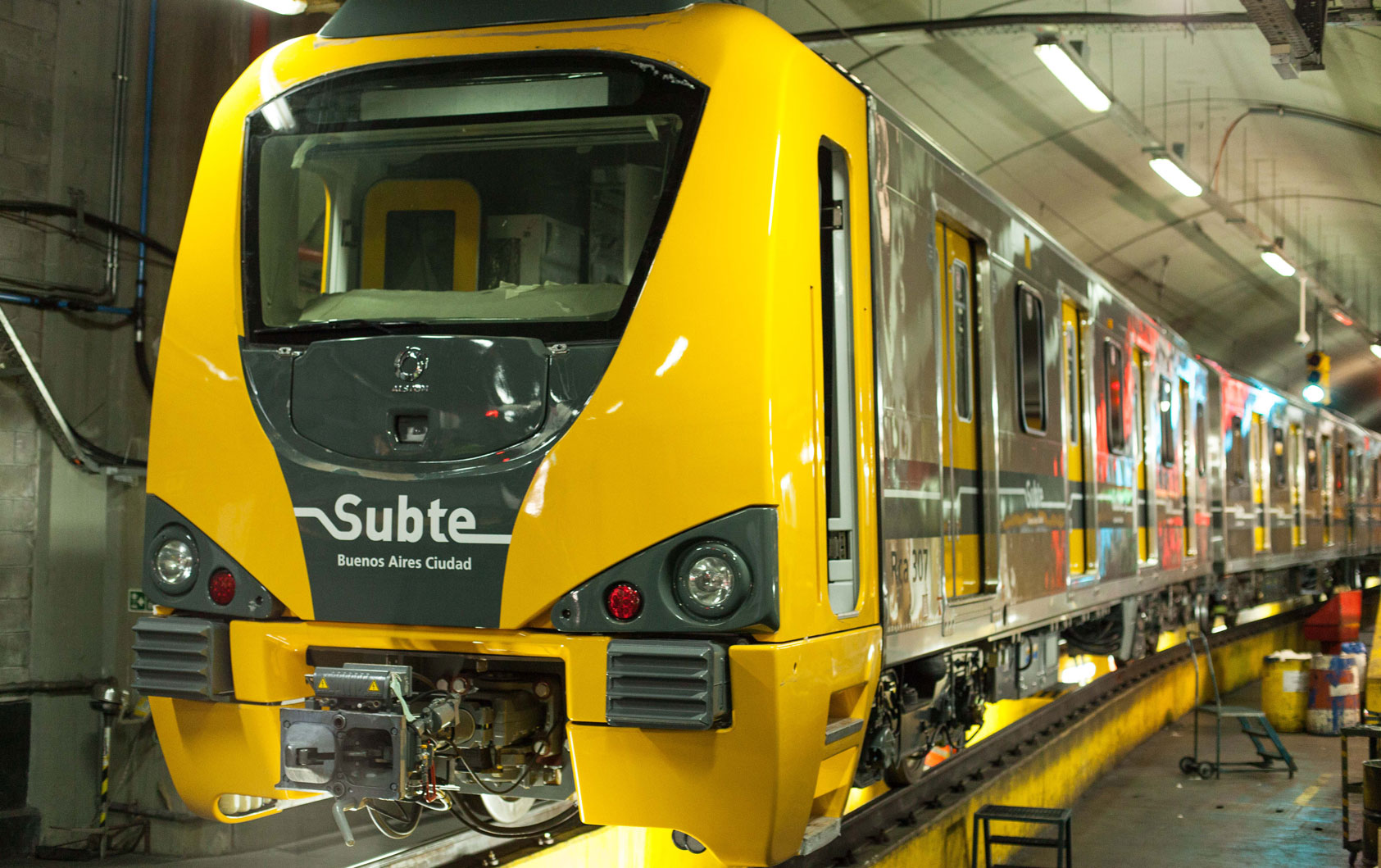
Alstom Metrópolis 300 en el Subte de Buenos Aires

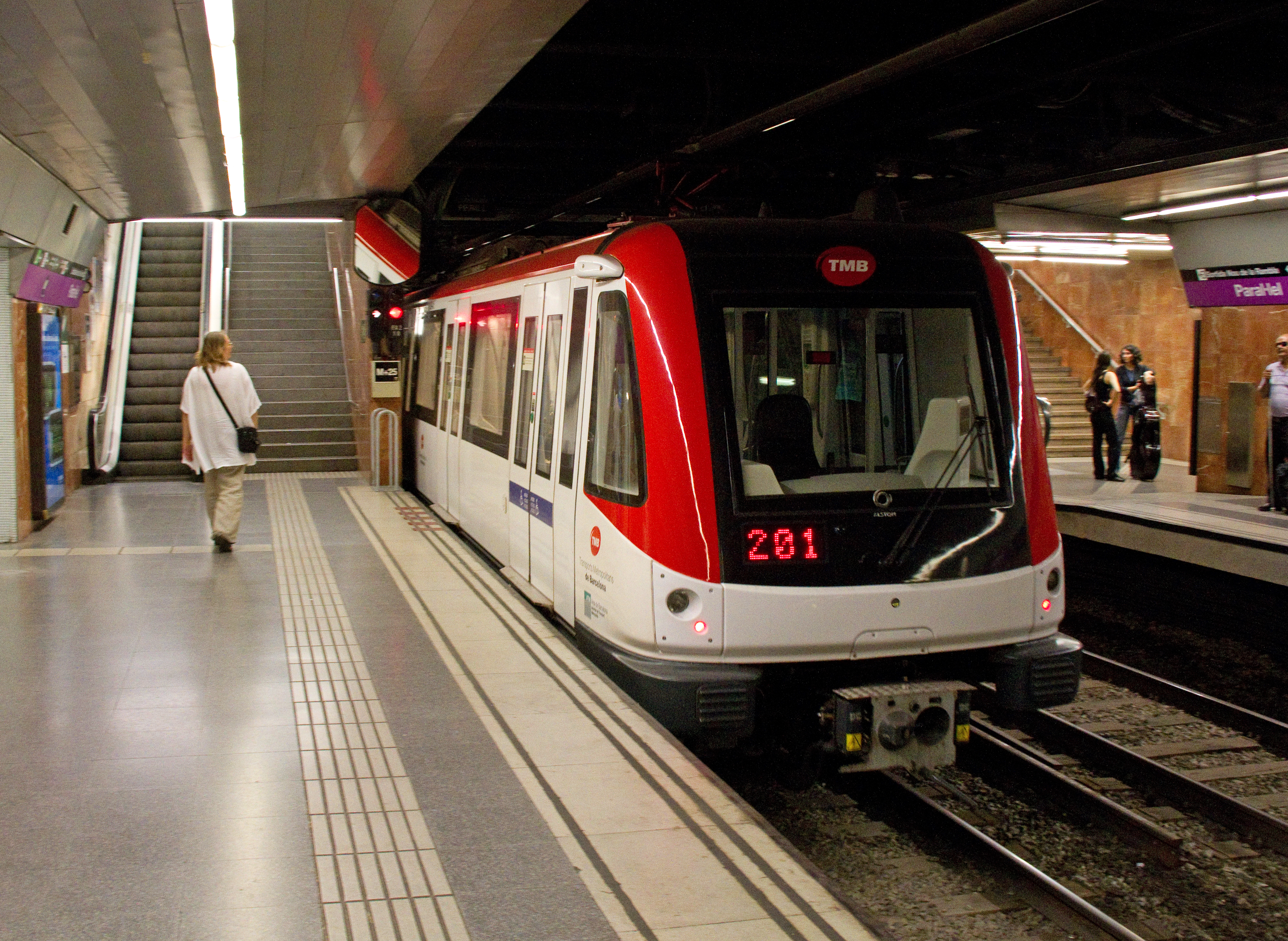
Barcelona Metro 9000 Series

Los trenes Alstom Metrópolis pueden ser ordenados a la medida con circuito cerrado de televisión (CCTV), asientos más amplios, postes de agarre adicionales, más espacio cerca de las puertas, espacio para silla de ruedas y pantallas electrónicas (seis en cada vehículo), que muestra información de la estación, los mensajes de seguridad, anuncios y otros contenidos multimedia. El vidrio utilizado para las ventanas de los coches es producido por la empresa Saint-Gobain Sekurit y se llama Climavit, que tiene la capacidad de reducir el nivel de ruido en los coches hasta en 5 decibelios. [cita requerida] El vidrio utilizado en las puertas de los coches es producidos por Starglass.

## Material rodante
- Alstom Metropolis C751A
- Alstom Metropolis C830
- Alstom Metropolis C751C
- Alstom_Metropolis_C830C
- Alstom Metropolis 98B
- Alstom Metropolis 9000
- Serie 100
- Serie 300
- MP 89
- MP 05
- MF 2000
- AS-2002 (Acero Santiago), NS-2004, NS-2016, NS-74 y NS-93 (Neumático Santiago)
- AM5-M2
- AM4-M4

## Clientes
- Metro de Ámsterdam, Países Bajos
- Metro de Barcelona, España
- Metro de Budapest, Hungría
- Subte de Buenos Aires, Argentina
- Metro de Chennai, India
- Metro de Estambul, Turquía
- Metro de Cochín, India
- Metro de Lima y Callao, Perú
- Metro de Lucknow, India
- Metro de Singapur, Singapur
- Metro de Nankín, China
- Metro de Panamá, Panamá
- Metro de Santiago, Chile

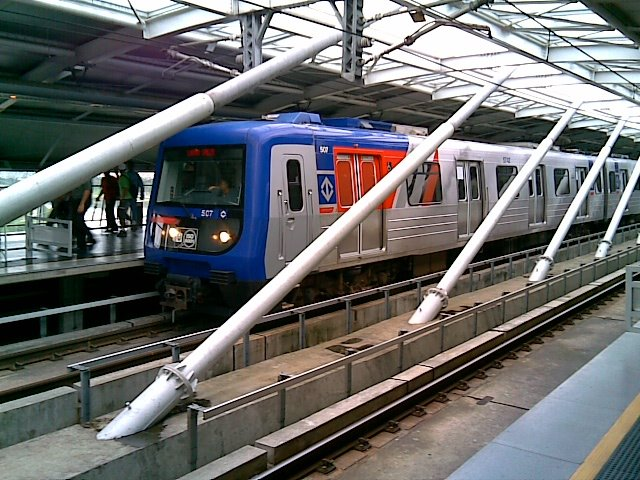
Alstom Metrópolis en la línea 5 de São Paulo, Brasil.

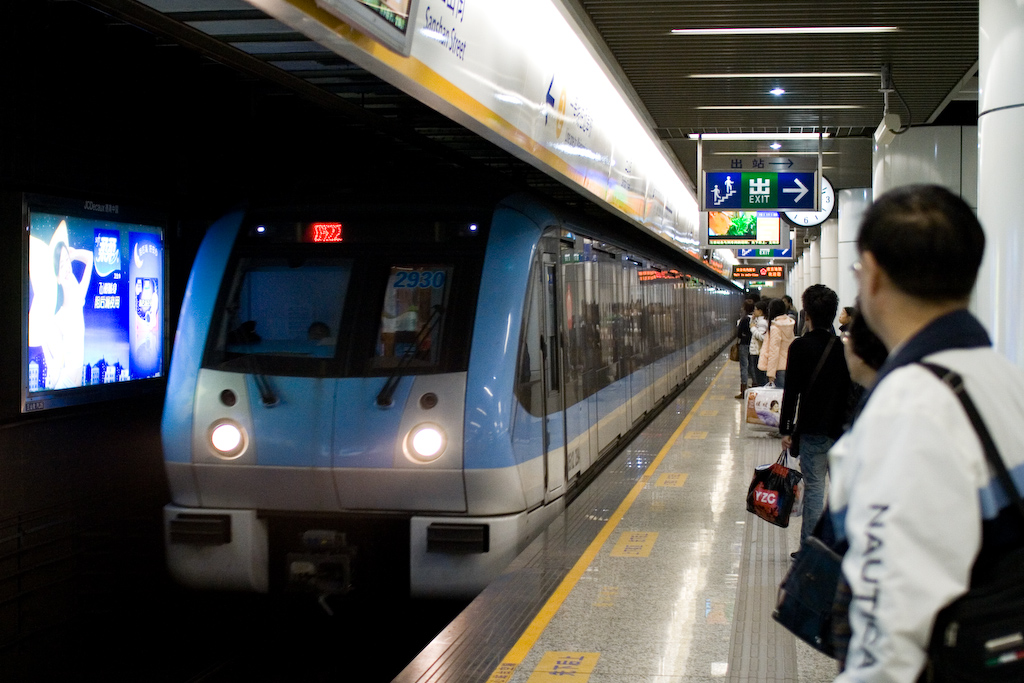
Alstom Metrópolis en Nanjing, en China.

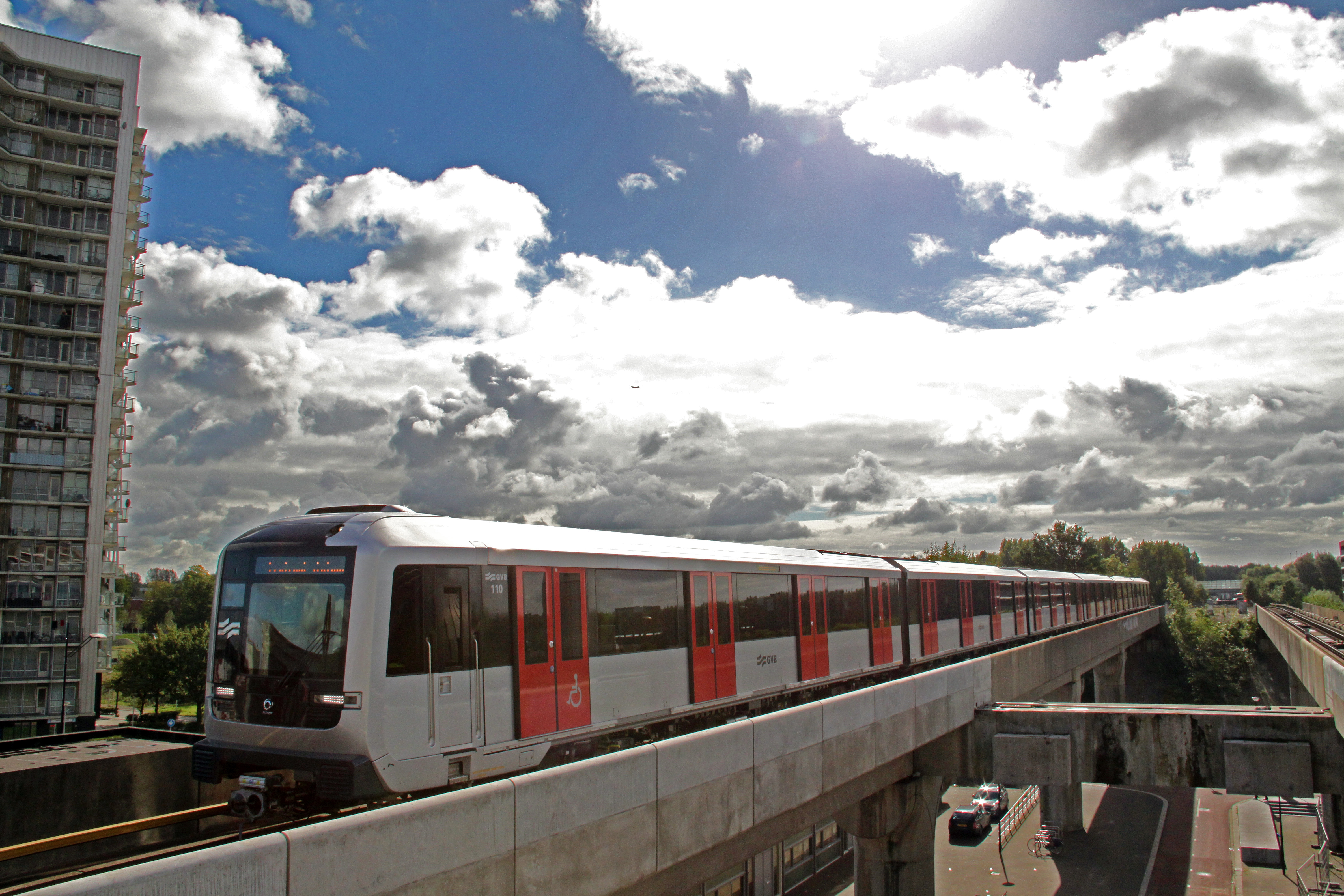
M5 (Alstom Metrópolis) en Ámsterdam, Países Bajos.

- Metro de Santo Domingo, República Dominicana
- Metro de São Paulo, Brasil
- Metro de Shanghái, China
- Metro de Sídney, Australia
- Metro de Varsovia, Polonia
- Metro de Los Teques, Venezuela
- Metro de Caracas, Venezuela
- Metro de Guadalajara, México

- Datos: Q662195
- Multimedia: Alstom Metropolis / Q662195